# Kalnapilio - Tauro grupė
Kalnapilio - Tauro grupė is een Litouwse brouwerij in Panevėžys, met hoofdzetel in Vilnius.

## Geschiedenis
Brouwerij Tauras die opgericht werd in 1860 in Vilnius kwam in 1999 in handen van de Deense brouwerijgroep Royal Unibrew en brouwerij Kalnapilis (opgericht in 1902 in Panevėžys) werd overgenomen van de Baltic Beverages Holding in 2001. De twee brouwerijen werden samengevoegd in de brouwerijgroep Kalnapilio - Tauro grupė. In 2005 werd de brouwerij in Vilnius gesloten en de productie overgebracht naar Panevėžys. De jaarlijkse capaciteit bedraagt 700.000 hectoliter en de brouwerij heeft daarmee een aandeel van 25% in de Litouwse biermarkt.

## Bieren
- Kalnapilis
- Tauras